# Atsuji Miyahara
Atsuji Miyahara, född den 20 november 1958, är en japansk brottare som tog OS-guld i flugviktsbrottning i den grekisk-romerska klassen 1984 i Los Angeles och därefter OS-silver i samma viktklass 1988 i Seoul.